# Teresa Saponangelo
Teresa Saponangelo, née le 22 octobre 1973 à Tarente dans les Pouilles, est une actrice italienne de théâtre et de cinéma.

## Biographie
Née à Tarente en 1973 d'un père tarantin et d'une mère napolitaine, Teresa Saponangelo a grandi à Naples. À l'âge de vingt ans, elle s'installe à Rome, afin de pouvoir suivre des cours au DAMS (discipline delle arti, della musica e dello spettacolo) de l'Université de Rome III et à l'Académie nationale d'art dramatique Silvio-D'Amico,,.
Depuis 1987, elle a participé à la formation théâtrale de trois ans et  à des stages avec entre-autres Giorgio Albertazzi, Hal Yamanouchi et Philippe Gaulier.
En 1994, elle termine la première année à l'école d'art dramatique de Calabre. Elle déménage à Rome et fait ses débuts au cinéma dans Il verificatore de Stefano Incerti.
Elle fait ses débuts à la télévision en 1998 avec un rôle mineur dans le téléfilm Un medico in famiglia réalisé par Anna Di Francisca. En 2000, elle est nommée pour le ruban d'argent de la meilleure actrice dans un rôle principal dans  In principio erano le mutande de Anna Negri. En 2004, elle joue Chiara dans le filn  Te lo leggo negli occhi de Valia Santella.

## Filmographie

### Cinéma
- Il verificatore (1995) : Valeria
- Isotta (1996) : Caterina
- Ferie d'agosto (1996) : Irene
- Pianese Nunzio, 14 anni a maggio (1996) : Anna Maria Pica
- Compagne de voyage (Compagna di viaggio) (1997)
- Le acrobate (1997) : Giusi
- 1997 : Mains fortes (Le mani forti) de Franco Bernini
- I vesuviani (1997)
- Polvere di Napoli (1998) : Teresa
- Dolce farniente (1998) : Rosa
- In principio erano le mutande (1999) : Imma
- Tutto l'amore che c'è (2000) : Maura
- La vita degli altri (2002) : Luisa
- Due amici (2002)
- Je lis dans tes yeux (Te lo leggo negli occhi) (2004) : Chiara
- Compito in Classe (2005)
- La fête de la bière (Oktoberfest) (2005) : Laura
- Ossidiana (2007) : Maria Palliggiano
- La maschera d'acqua (2007) : Candida
- Bianco e nero (2008) : Esmeralda
- Tutta la vita davanti (Toute la vie devant soi) (2008) : l'actrice comique - la téléphoniste
- Ce que je veux de plus (Cosa voglio di più) (2010) : Miriam
- La pecora nera (2010)
- La Main de Dieu(2021) : Maria Schisa

### Télévision
- La Sanfelice (Luisa Sanfelice) (2004) : Assunta
- État pour cible (Attacco allo stato) (2006) : Maria Amore
- Il vizio dell'amore (2006)
- La squadra (2008) : Alessia Marciano
- Rossella (2011) : Paolina
- Sara, femme de l'ombre  * Sara, la donna n'ell ombra  (2025) : Sara

## Récompenses et distinctions
- Rubans d'argent 2021 : Meilleure actrice pour Il buco in testa
- Rubans d'argent 2022 : Meilleure actrice pour La Main de Dieu
- David di Donatello 2022 : Meilleure actrice dans un second rôle pour La Main de Dieu